# Yorba Linda
Yorba Linda és una ciutat del nord-oest del comtat d'Orange, California, aproximadament a 21 quilòmetres al nord-oest del centre de Santa Ana, Califòrnia.
Segons el cens de 2000, Yorba Linda tenia un població total de 58.918 habitants. Tanmateix, la proliferació d'urbanitzacions recents a la rodalia de l'est i als turons del nord de Yorba Linda ha fet incrementar la població fins als 71.000 habitants.
El fill il·lustre més conegut que va residir a Yorba Linda va ser Richard Nixon, encara que la seva família es va traslladar abans que Yorba Linda esdevingués una ciutat. La biblioteca i el museu presidencial de Richard Nixon és possiblement el lloc d'interès més visitat i conegut de la ciutat.
El 2005, la CNN va posicionar Yorba Linda en la 21a posició dels millors llocs per viure als EUA.

## Agermanaments
- Jorba, Anoia, Catalunya[2]